# Sommet des chefs d'État et de gouvernement de la Communauté de développement d'Afrique australe
Le Sommet des chefs d'État et de gouvernement est la principale institution de la Communauté de développement d'Afrique australe créée par l'article 10 de son traité fondateur.

## Composition

### Membres
Le Sommet est composé, comme son nom l'indique, des chefs d'État et de gouvernement des États membres.
| Membre             | Photo | État membre                      | Titre            | Parti politique                                           | Membre depuis     |
| ------------------ | ----- | -------------------------------- | ---------------- | --------------------------------------------------------- | ----------------- |
| Cyril Ramaphosa    |       | Afrique du Sud                   | Président        | Congrès national africain                                 | 15 février 2018   |
| João Lourenço      |       | Angola                           | Président        | Mouvement populaire de libération de l'Angola             | 26 septembre 2017 |
| Mokgweetsi Masisi  |       | Botswana                         | Président        | Parti démocratique du Botswana                            | 1er avril 2018    |
| Azali Assoumani    |       | Comores                          | Président        | Convention pour le Renouveau des Comores                  | 26 mai 2016       |
| Tom Thabane        |       | Lesotho                          | Premier ministre | Convention de tous les Basotho                            | 16 juin 2017      |
| Christian Ntsay    |       | Madagascar                       | Premier ministre | Indépendant                                               | 6 juin 2018       |
| Peter Mutharika    |       | Malawi                           | Président        | Parti démocrate-progressiste                              | 31 mai 2014       |
| Pravind Jugnauth   |       | Maurice                          | Premier ministre | Mouvement socialiste militant                             | 23 janvier 2017   |
| Filipe Nyusi       |       | Mozambique                       | Président        | Front de libération du Mozambique                         | 15 janvier 2015   |
| Hage Geingob       |       | Namibie                          | Président        | Organisation du peuple du Sud-Ouest africain              | 21 mars 2015      |
| Félix Tshisekedi   |       | République démocratique du Congo | Président        | union des démocrates pour le progrès et social            | 17 janvier 2001   |
| Danny Faure        |       | Seychelles                       | Président        | Parti Lepep                                               | 16 octobre 2016   |
| Mswati III         |       | Eswatini                         | Roi              | Non applicable                                            | 25 avril 1986     |
| John Magufuli      |       | Tanzanie                         | Président        | Chama cha Mapinduzi                                       | 5 novembre 2015   |
| Edgar Lungu        |       | Zambie                           | Président        | Front patriotique                                         | 25 janvier 2015   |
| Emmerson Mnangagwa |       | Zimbabwe                         | Président        | Union nationale africaine du Zimbabwe - Front patriotique | 24 novembre 2017  |

### Présidence
Le Sommet élit son président et son vice-président parmi ses membres. La présidence tourne tous les ans.

### Représentation
Les chefs d'État et de gouvernement peuvent être remplacé au Sommet. Ainsi, les vice-président, ministre des Affaires étrangères ou secrétaire aux Affaires étrangères de certains États membres ont déjà siégé au sein du Sommet.

### Autres invités
Le Sommet invite régulièrement d'autres intervenant à ces réunions, dont :
- le Secrétaire exécutif de la CDAA ;
- le président de la Banque africaine de développement ;
- le secrétaire de la Commission économique des Nations unies pour l'Afrique ;
- le président de la Commission de l'Union africaine ;
- le Secrétaire général du Marché commun de l'Afrique orientale et australe ;
- le Secrétaire général de la Communauté d'Afrique de l'Est ;
- ou encore le Secrétaire général du Forum parlementaire de la Communauté de développement d'Afrique australe.

## Organisation

### Réunions
Bien que le traité CDAA dispose, en son article 10(9), que le Sommet se réunit au moins deux fois par an,, dans la pratique il ne se réunit qu'une fois aux alentours des mois d'août-septembre.
Les décisions se prennent par consensus, c'est-à-dire qu'une abstention n'empêche pas l'adoption d'une décision (« abstention constructive »), sauf lorsque le traité dispose autrement.

### Fonctions
Le Sommet définit les politiques menées au niveau de la CDAA, adopte le budget, nomme le secrétaire exécutif et les vice-secrétaires exécutifs et approuve ou rejette à l'unanimité l'admission de nouveaux membres.
Le Sommet peut également amender le traité au trois quarts de ses membres sans qu'un processus de ratification ne soit nécessaire.
Les compétences étendues et sans supervision du Sommet découlent, selon M. Nyathi de l'anti-institutionnalisme qui prévalait à la période des Frontline States

## Sources